# Daniel Kiprop Limo
Daniel Kiprop Limo (10 dicembre 1983) è un maratoneta e mezzofondista keniota.

## Biografia
Ha conquistato un secondo posto alla Maratona di Stoccolma nel 2016, un terzo posto alla Maratona di Firenze nel 2013, un terzo posto alla maratona di Madrid nel 2014 ed ha vinto la maratona di Los Angeles nel 2015 (conquistando anche un secondo posto nella medesima gara nel 2017), oltre a conquistare vari altri podi e piazzamenti a ridosso del podio in maratone e mezze maratone internazionali. Il suo miglior risultato cronometrico in maratona è di 2h08'39", stabilito a La Rochelle nel 2011.

## Altre competizioni internazionali
2006
- Oro alla Mezza maratona di Bologna ( Bologna) - 1h05'26"

2007
- Argento al Golden Spike ( Ostrava), 1 ora - 20,271 km
- 4º alla Roma-Ostia ( Roma) - 1h02'59"

2008
- 14º alla Maratona di Venezia ( Venezia) - 2h19'57"
- 9º alla Maratona di Torino ( Torino) - 2h12'33"

2009
- 4º al Trofeo Sant'Agata ( Catania), 11,6 km - 33'53"

2010
- 11º alla Maratona di Praga ( Praga) - 2h12'21"
- 7º alla Maratona di Torino ( Torino) - 2h15'45"

2011
- 4º alla Milano Marathon ( Milano) - 2h13'40"

2012
- 17º alla Maratona di Praga ( Praga) - 2h19'02"
- Bronzo alla Stramilano ( Milano) - 1h02'30"
- Bronzo alla Roma-Ostia ( Roma) - 59'55"

2013
- Bronzo alla Maratona di Firenze ( Firenze) - 2h12'55"
- Oro alla Stramilano ( Milano) - 1h01'49"
- 5º alla Roma-Ostia ( Roma) - 1h00'42"
- Bronzo al Giro Media Blenio ( Dongio) - 28'34"

2014
- Bronzo alla Maratona di Madrid ( Madrid) - 2h12'14"
- Oro alla Marcialonga Running ( Cavalese), 25,5 km - 1h17'58"
- Argento alla Stramilano ( Milano) - 1h01'55"
- Bronzo al Memorial Peppe Greco ( Scicli) - 30'02"

2015
- Oro alla Maratona di Los Angeles ( Los Angeles) - 2h10'36"

2016
- Argento alla Maratona di Stoccolma ( Stoccolma) - 2h12'00"
- 4º alla Maratona internazionale della pace ( Košice) - 2h10'31"

2017
- Argento alla Maratona di Los Angeles ( Los Angeles) - 2h12'16"